# Emmanuel Kaufmann
Emmanuel Kaufmann ist ein ehemaliger deutscher Basketballspieler.

## Werdegang
Kaufmann spielte beim BSC Saturn Köln, 1981 wechselte er zum MTV 1846 Gießen. Er bestritt bis 1985 104 Spiele für den Bundesligisten und kam auf einen Punkteschnitt von 9 Punkten je Begegnung. 1985 verließ Kaufmann den MTV und ging zum BV Büdingen. 2017 nahm er mit der deutschen Mannschaft an der Basketball-Weltmeisterschaft der Altersklasse Ü55 teil. Auf Vereinsebene spielte er im Altherrenbereich für die Spielgemeinschaft VfB Gießen/TSV Krofdorf.

### Beruf
Kaufmann erlangte am Aloisiuskolleg in Bonn-Bad Godesberg die Hochschulreife. Anschließend weilte er ein halbes Jahr zwecks Sprachstudium im US-Bundesstaat Kalifornien. Sein Studium der Rechtswissenschaft begann er in Bonn und beendete es in Gießen, wo er eine Rechtsanwaltskanzlei eröffnete.